# Moritz Leuenberger
Moritz Leuenberger (Bienne, 21 settembre 1946) è un politico e avvocato svizzero, membro del Consiglio federale dal 1995 al 2010 e Presidente della Confederazione nel 2001 e nel 2006. È sposato con l'architetta Gret Löwensberg.

## Biografia
Nato a Bienne, vive a Zurigo. È sposato con Gret Löwensberg ha 2 figli. Come dimora risiede a Rohrbach.

### Istruzione e formazione
I suoi primi studi avvengono al Liceo di Basilea, specializzandosi in A-Level (su base prioritaria latino e greco). Studia poi Giurisprudenza all'Università di Zurigo dal 1966 al 1970.
Acquisita la licenza di avvocato, lavora in uno Studio di Diritto Privato a Zurigo 4 (diretto sino al 1991). È da citare come suoi casi una querela contro la Nestlé (Caso Nestlé uccide i bambini) in quanto si sosteneva che la Compagnia in Svizzera sostenesse alcuni fondi del dittatore filippino Ferdinand Marcos.

### Carriera politica
Nel 1969 aderisce al Partito socialista svizzero, dal 1972 al 1980 è stato il dirigente della sezione di Zurigo. È stato tra i primi firmatari del Manifesto Democratico contro le attività di Ernst Cincera. Dal 1972 al 1983 è membro del Consiglio comunale di Zurigo. Dal 1986 al 1991 è presidente dell'Associazione Svizzera Inquilini. Dal 1979 al 1995 è consigliere nazionale (membro della Camera bassa del parlamento federale svizzero). Dal 1991 al 1995 è membro del governo cantonale di Zurigo e capo del Dipartimento di giustizia e degli interni.
Il 27 settembre 1995 succede a Otto Stich in Consiglio federale (governo svizzero) e da allora dirige il Dipartimento federale dell'ambiente, dei trasporti, dell'energia e delle comunicazioni (DATEC). Nel 2001 e nel 2006 è presidente della Confederazione Svizzera.
Il 9 luglio 2010 ha annunciato le sue dimissioni dal Consiglio federale per il 31 dicembre 2010.

## Opere
- Die Rose und der Stein: Grundwerte in der Tagespolitik: Reden und Texte, Zurigo 2002. ISBN 3-85791-399-1
- Träume und Traktanden - Reden und Texte, 6. Aufl., Zurigo 2002. ISBN 3-85791-348-7. Tradotto in italiano sotto il titolo Tra sogni e strategie, Locarno, edizioni Dadò, 2001.